# 穀梁子
穀梁子（？—？），穀梁氏，名赤，又作喜、俶、寘等，戰國时代魯國人，相傳為孔子學生子夏的弟子。由子夏口授《春秋》，其後傳學予門人，推演而成《春秋穀梁傳》，與《春秋公羊傳》齊名。